# Kloster La Merci-Dieu (Sarthe)
Kloster La Merci-Dieu (Sarthe) ist seit 1950 ein französisches Kloster der Trappistinnen, zuerst in Blainville-sur-Mer, Département Manche, seit 1970 in Saint-Jean-d’Assé, Département Sarthe.

## Geschichte
Schon Abt Vital Lehodey des Klosters Bricquebec wünschte sich in seiner Nähe ein Frauenkloster, zu dessen Gründung es jedoch erst nach seinem Tod kam. Die 1950 in Blainville-sur-Mer (westlich Coutances) unter dem Namen Notre Dame de la Merci-Dieu („Barmherzigkeit“) begonnene Gemeinschaft wechselte 1970 nach Saint-Jean-d’Assé (nördlich Le Mans) und wurde 1977 in den Trappistenorden eingegliedert, lebt aber eine Ordensregel minderer Strenge. Sie unterhält sich durch die Anfertigung handgewebter liturgischer Gewänder. Das Kloster darf nicht verwechselt werden mit dem ehemaligen Kloster La Merci-Dieu in La Roche-Posay.